# Faraday Future
Faraday Future es una empresa ubicada en Estados Unidos con apoyo financiero del millonario chino Jia Yueting. Desarrolla vehículos eléctricos inteligentes y soluciones de movilidad. Se fundó en 2014 y tiene su sede en Gardens, California. En enero de 2016 empleaba a 750 trabajadores en todo el mundo.
En noviembre de 2018 los directivos Dag Reckhorn, Nick Sampson y Peter Savagian dimitieron y la mayoría de los trabajadores en la fábrica de Hanford fue despedida.

## Fábrica
En noviembre de 2015 Faraday Future anunció que invertiría 1000 millones de USD en su primera fábrica. Se barajaron ubicaciones en los estados de California, Georgia, Louisiana y Nevada.
En diciembre de 2015 se decidió que invertiría 1000 millones en una nueva fábrica al norte de Las Vegas, Nevada.
La construcción de la fábrica se inició en abril de 2016. El estado de Nevada no comenzará las infraestructuras necesarias hasta que Faraday Future demuestre que es capaz de levantar suficiente capital para financiar su proyecto.
En noviembre de 2018 la mayoría de los trabajadores en la fábrica de Hanford fue despedida.

## Financiación
La documentación mercantil presentada en California muestra vinculaciones a una compañía china gestionada por Jia Yueting, un emprendedor que fundó Leshi Internet Information & Technology. Según Forbes, el patrimonio de Jia Yueting asciende a 7000 millones de USD, y lo situó como la decimoséptima persona más rica de China. Lanzó una línea de teléfonos inteligentes y adquirió el 70 % de Yidao Yongche, un servicio similar a Uber en China.
En enero de 2015 Jia declaró al Wall Street Journal que quería desarrollar un coche que compitiera con Tesla.
En octubre de 2015, la portavoz de Faraday Future, Stacy Morris, confirmó que Chaoying Deng era sobre el papel la CEO, pero no gestionaba el día a día de la empresa. Deng es Directora de Le Vision Pictures, que es una subsidiaria de LeTV.
En noviembre de 2018 Faraday Future seguía buscando financiación.

## Productos
Faraday Future esperaba lanzar su primer vehículo eléctrico en 2017.
Tiene planes para explorar otros aspectos de la industria automovilística como la conducción autónoma y los modelos experimentales de propiedad y uso de los coches.
En julio de 2015 su propuesta de vehículo eléctrico tenía un 15 % más de energía específica que un Tesla Model S, las células serían reemplazables y tendría un diseño modular.
En noviembre de 2015 Richard Kim mostró su interés en crear un vehículo con acceso a internet, entretenimiento a bordo y diseño ergonómico. Sampson afirmó que después del primer lanzamiento tenían proyectos para otros seis vehículos.

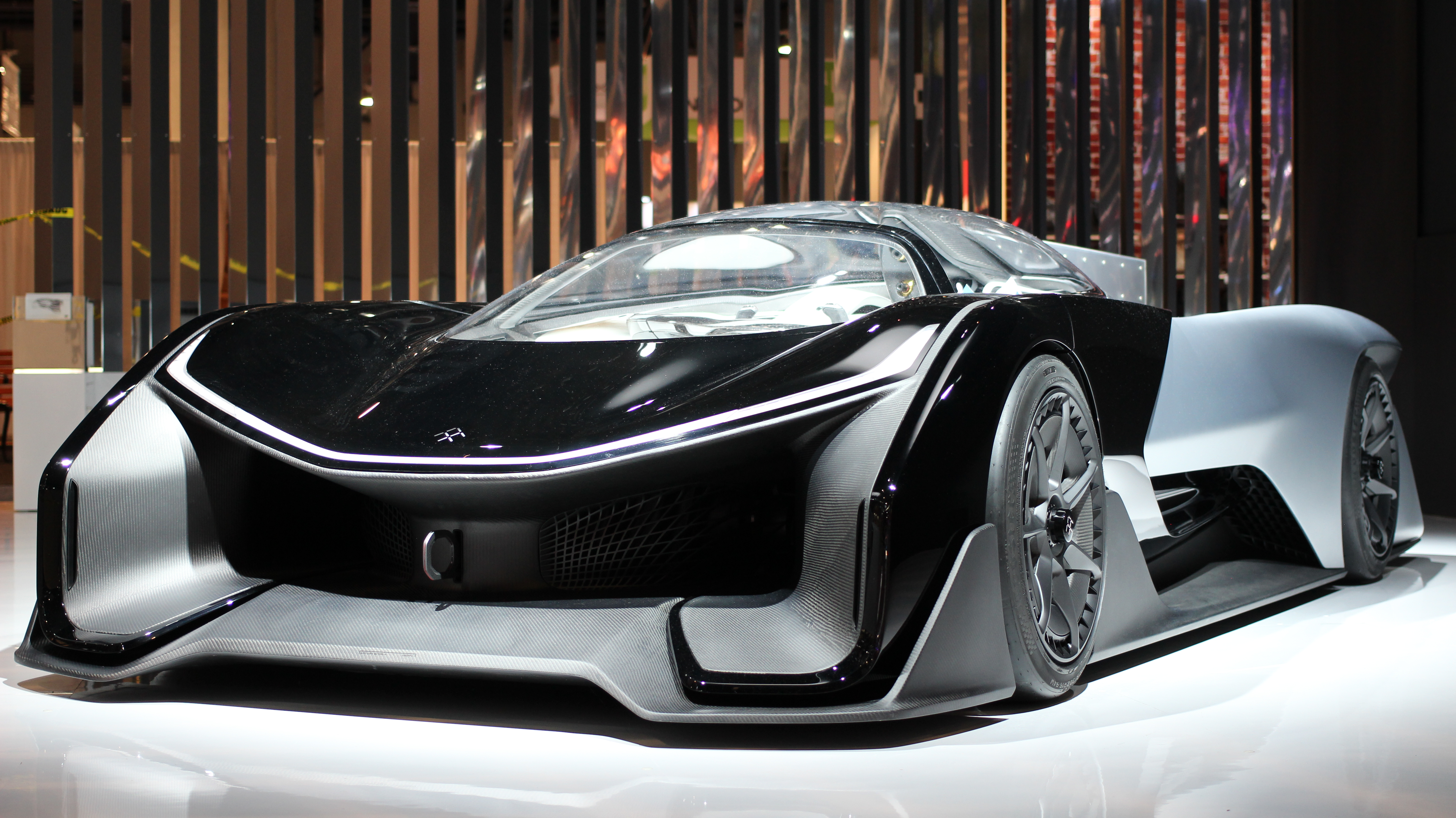
Prototipo del FFZERO1

El 4 de enero de 2016 presentaron el FFZERO1, un «concept-car» monoplaza de carreras de 750 kW (1020 CV), 320 km/h de velocidad máxima y aceleración de 0 a 100 km/h en menos de tres segundos.
Tiene una plataforma eléctrica modular combinada con una arquitectura de plataforma variable (VPA). Todos los futuros vehículos de Faraday Future usarán la plataforma VPA que puede ser reconfigurada para diferentes tipos de vehículo.
La plataforma puede usarse para configuraciones de tracción a dos ruedas o a cuatro (AWD). La plataforma puede alojar hasta tres motores eléctricos. Las baterías se añaden a la plataforma en cadenas modulares.
Recuerda al Batmobile de la década de 1960. En un video mostraron un diseño básico para varios tipos de carrocería y configuraciones de baterías. No especificaron detalles del vehículo de producción.

## FF 91

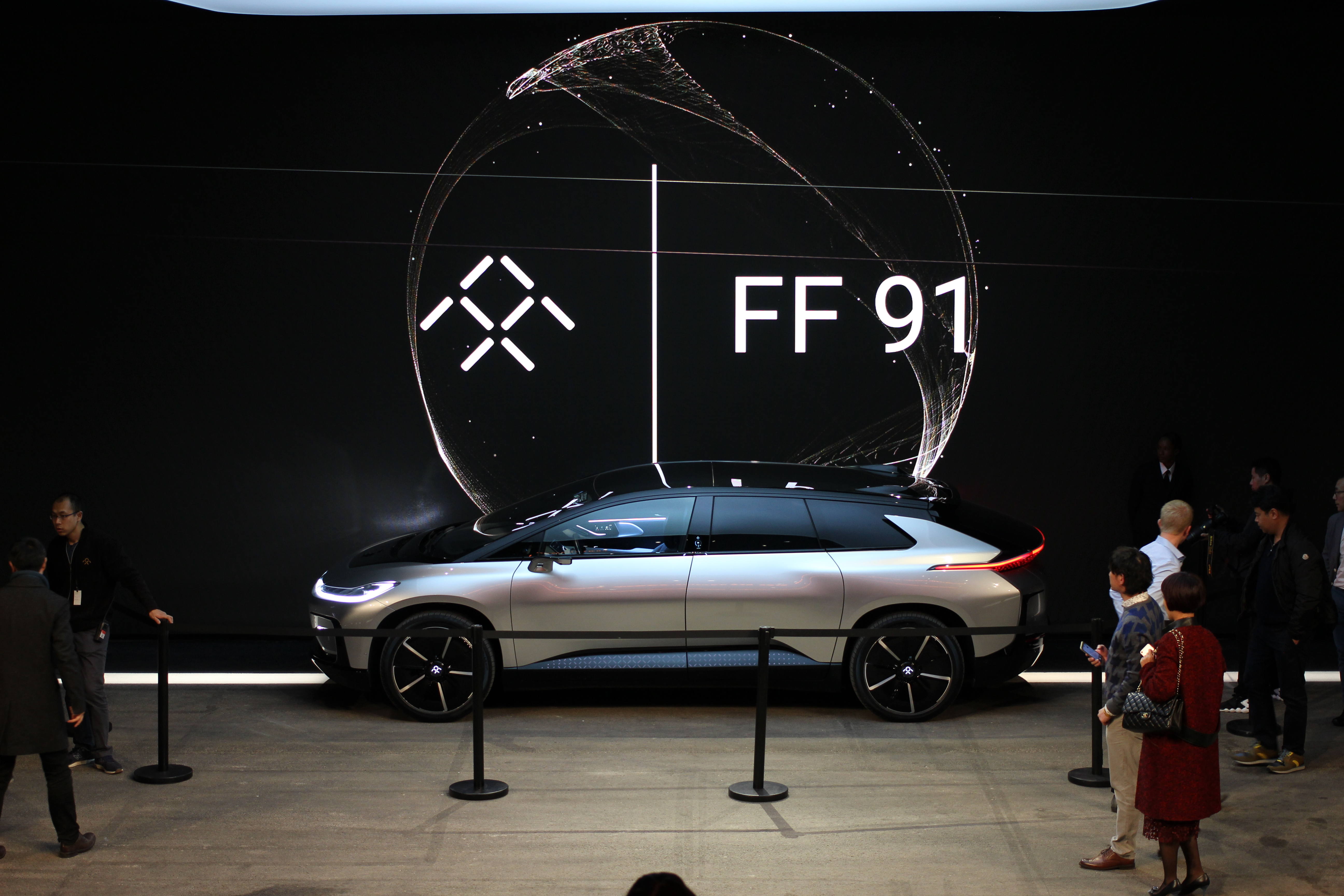
Presentación de FF 91 en 2017

En enero de 2017 se presentó el FF 91; un futurista sedán de lujo con cuatro motores que le proporcionan una potencia combinada de 1068 CV, acelera de 0 a 100 km/h en 2,4 segundos, batería de 130 kWh que le proporciona una autonomía de 608 km según ciclo EPA y dispone de un nivel avanzado de conducción autónoma. Esta previsto iniciar las ventas en 2018. Desde su presentación se pueden hacer reservas a través de la página web. Tras múltiples retrasos las primeras entregas se hicieron en mayo de 2023.

## Planes comerciales
Faraday Future declaró que sus beneficios vendrán de fuentes alternativas siendo la estructura de beneficios más cercana al modelo de los teléfonos inteligentes que al de la industria automovilística cĺásica.

## Personal
- Nick Sampson - Vicepresidente de I+D e Ingeniería. Dimitió en noviembre de 2018. En la década de 1970 comenzó su carrera en Jaguar. Después fue Ingeniero Jefe y director de programas en Lotus. En 2010 entró en Tesla y trabajó como Director de Ingeniería de Vehículo y Chasis durante dos años. Más adelante trabajó en Trexa, una compañía que fabrica plataformas para vehículos eléctricos.
- Dag Reckhorn - Vicepresidente de Fabricación Global. Dimitió en noviembre de 2018. Anterior Director de Fabricación del Tesla Model S.
- Alan Cherry - Vicepresidente de Recursos Humanos. Anterior Director de Recursos Humanos en Tesla Motors.
- Tom Wessner - Vicepresidente de Cadena de Suministro. Anterior Director de Compras en Tesla Motors.
- Richard Kim - Director de Diseño.[9] (conocido por el diseño exterior del E84 BMW X1, BMW i3 y BMW i8)
- Silva Hiti - Director de Desarrollo de Motores. Anterior Director de motores del Chevrolet Volt.
- Pontus Fontaeus - Diseño interior. Trabajó en Lamborghini, Ferrari y Land-Rover.
- Page Beermann - Jefe de Diseño Exterior. Trabajó como Director Creativo en BMW.
- Porter Harris - Baterías. Trabajó en SpaceX.[14]

Además de los ejecutivos, Faraday Future declaró que formó un equipo con antiguos empleados de Tesla, GM, Ferrari, Lamborghini, BMW, Audi, Apple, Space X, y Hulu.